# NGC 7103
NGC 7103 (również PGC 67124) – galaktyka eliptyczna (E1), znajdująca się w gwiazdozbiorze Koziorożca. Odkrył ją w 1886 roku Frank Muller. Jest najjaśniejszą galaktyką gromady galaktyk, do której należy.